# Elaeodendron xylocarpum
Elaeodendron xylocarpum är en benvedsväxtart som först beskrevs av Étienne Pierre Ventenat, och fick sitt nu gällande namn av Dc. Elaeodendron xylocarpum ingår i släktet Elaeodendron och familjen Celastraceae. Utöver nominatformen finns också underarten E. x. attenuatum.